# 鈴木俊也
鈴木 俊也（すずき しゅんや、2000年11月24日 - ）は、静岡県出身のプロサッカー選手。Jリーグ・高知ユナイテッドSC所属。ポジションはディフェンダー（DF）。
兄の鈴木郁也もサッカー選手。

## 略歴
中学時代はFC東京のアカデミーに所属していた。その後、早稲田実業高校を経て早稲田大学に進学。
2021年3月4日、2023年シーズンからの大宮アルディージャ加入内定、ならびに特別指定選手認定が発表された。3月21日、J2第4節のSC相模原戦でスタメン出場しJリーグデビューを果たした。
2025年、J3に加盟したばかりの高知ユナイテッドSCに期限付き移籍。
2025年3月15日の鹿児島ユナイテッド戦でJリーグ初ゴールを挙げる。5月24日の天皇杯 JFA 第105回全日本サッカー選手権大会1回戦カマタマーレ讃岐戦でプロA契約締結条件に達してプロA契約を締結。

## 所属クラブ
- 江東FRIENDLY SC
- FC東京U-15深川
- 早稲田実業高校
- 早稲田大学
  - 2021年 - 2022年  大宮アルディージャ（特別指定選手）
- 2023年 -   大宮アルディージャ
  - 2025年 -  高知ユナイテッドSC（期限付き移籍）

## 個人成績
| 国内大会個人成績 | 国内大会個人成績 | 国内大会個人成績 | 国内大会個人成績 | 国内大会個人成績 | 国内大会個人成績 | 国内大会個人成績 | 国内大会個人成績 | 国内大会個人成績 | 国内大会個人成績 | 国内大会個人成績 | 国内大会個人成績 |
| 年度             | クラブ           | 背番号           | リーグ           | リーグ戦         | リーグ戦         | リーグ杯         | リーグ杯         | オープン杯       | オープン杯       | 期間通算         | 期間通算         |
| 年度             | クラブ           | 背番号           | リーグ           | 出場             | 得点             | 出場             | 得点             | 出場             | 得点             | 出場             | 得点             |
| 日本             | 日本             | 日本             | 日本             | リーグ戦         | リーグ戦         | リーグ杯         | リーグ杯         | 天皇杯           | 天皇杯           | 期間通算         | 期間通算         |
| ---------------- | ---------------- | ---------------- | ---------------- | ---------------- | ---------------- | ---------------- | ---------------- | ---------------- | ---------------- | ---------------- | ---------------- |
| 2021             | 大宮             | 38               | J2               | 1                | 0                | -                | -                | -                | -                | 1                | 0                |
| 2023             | 大宮             | 38               | J2               | 1                | 0                | -                | -                | 0                | 0                | 1                | 0                |
| 2024             | 大宮             | 38               | J3               | 3                | 0                | 1                | 0                | 1                | 0                | 5                | 0                |
| 2025             | 高知             | 38               | J3               |                  |                  |                  |                  |                  |                  |                  |                  |
| 通算             | 日本             | 日本             | J2               | 2                | 0                | -                | -                | 0                | 0                | 2                | 0                |
| 通算             | 日本             | 日本             | J3               | 3                | 0                | 1                | 0                | 1                | 0                | 5                | 0                |
| 総通算           | 総通算           | 総通算           | 総通算           | 5                | 0                | 1                | 0                | 1                | 0                | 7                | 0                |

- 2021年、2022年は特別指定選手（2022年は出場無し）

出場歴
- Jリーグ初出場 - 2021年3月21日 J2第4節 SC相模原戦 (相模原ギオンスタジアム)
- Jリーグ初得点 - 2025年3月15日 J3第5節 鹿児島ユナイテッドFC戦 (高知県立春野総合運動公園陸上競技場)